# Hylaeus saniculae
Hylaeus saniculae är en biart som först beskrevs av Robertson 1896.  Hylaeus saniculae ingår i släktet citronbin, och familjen korttungebin. Inga underarter finns listade i Catalogue of Life.